# Золотоніська волость
Золотоніська волость — адміністративно-територіальна одиниця Золотоніського повіту Полтавської губернії із волосним правлінням у повітовому місті Золотоноша.
Станом на 1885 рік складалася з 28 поселень, 21 сільська громада. Населення — 12200 осіб (5909 чоловічої статі та 6291 — жіночої), 2090 дворових господарств.
|                     | Площа, десятин | У тому числі орної, дес. |
| ------------------- | -------------- | ------------------------ |
| Сільських громад    | 12318          | 7266                     |
| Приватної власності | 14115          | 5508                     |
| Казенної власності  | 331            | —                        |
| Іншої власності     | 306            | 142                      |
| Загалом             | 27070          | 12916                    |

Основні поселення волості станом на 1885:
- Антипівка (Слюзгіна Слобідка) — колишнє державне село при річці Золотоноша, 1873 особи, 322 двори, православна церква, школа, 2 постоялих будинки, лавка, 2 водяних і 21 вітряний млини, 3 маслобійних заводи.
- Домантове — колишнє державне та власницьке містечко при річці Супій, 1808 осіб, 399 дворів, православна церква, школа, 2 постоялих двори, лавка, 2 водяних і 10 вітряних млинів, 3 маслобійних заводи, базари по неділях.
- Ковтуни — колишнє державне та власницьке село при річці Золотоноша, 751 особа, 130 дворів, православна церква, 2 постоялих будинки, 5 вітряних млинів, 3 маслобійних заводи.
- Коробівка — колишнє державне та власницьке село при річці Золотоноша, 1700 осіб, 252 двори, православна церква, 2 постоялих будинки, 23 вітряних млини, 4 маслобійних заводи.
- Липівське — колишнє державне та власницьке село при річці Кишманка, 626 осіб, 120 дворів, православна церква, постоялий будинок, 3 вітряних млини, 2 маслобійних заводи.
- Мицалівка — колишнє державне та власницьке село при річці Золотоноша, 800 осіб, 145 дворів, православна церква, постоялий будинок, водяний і 9 вітряних млинів, маслобійний, цегельний і винокурний заводи.
- Вільхи — колишнє власницьке село при річці Золотоноша, 340 осіб, 71 двір, православна церква, 2 вітряних млини.

Старшинами волості були:
- 1900—1907 роках козак Захарій Васильович Лазоренко[2],[3],[4];
- 1913 року козак Іван Куниця[5];
- 1915 року Тимофій Іванович Ілляшенко[6].